# In Koli Jean Bofane

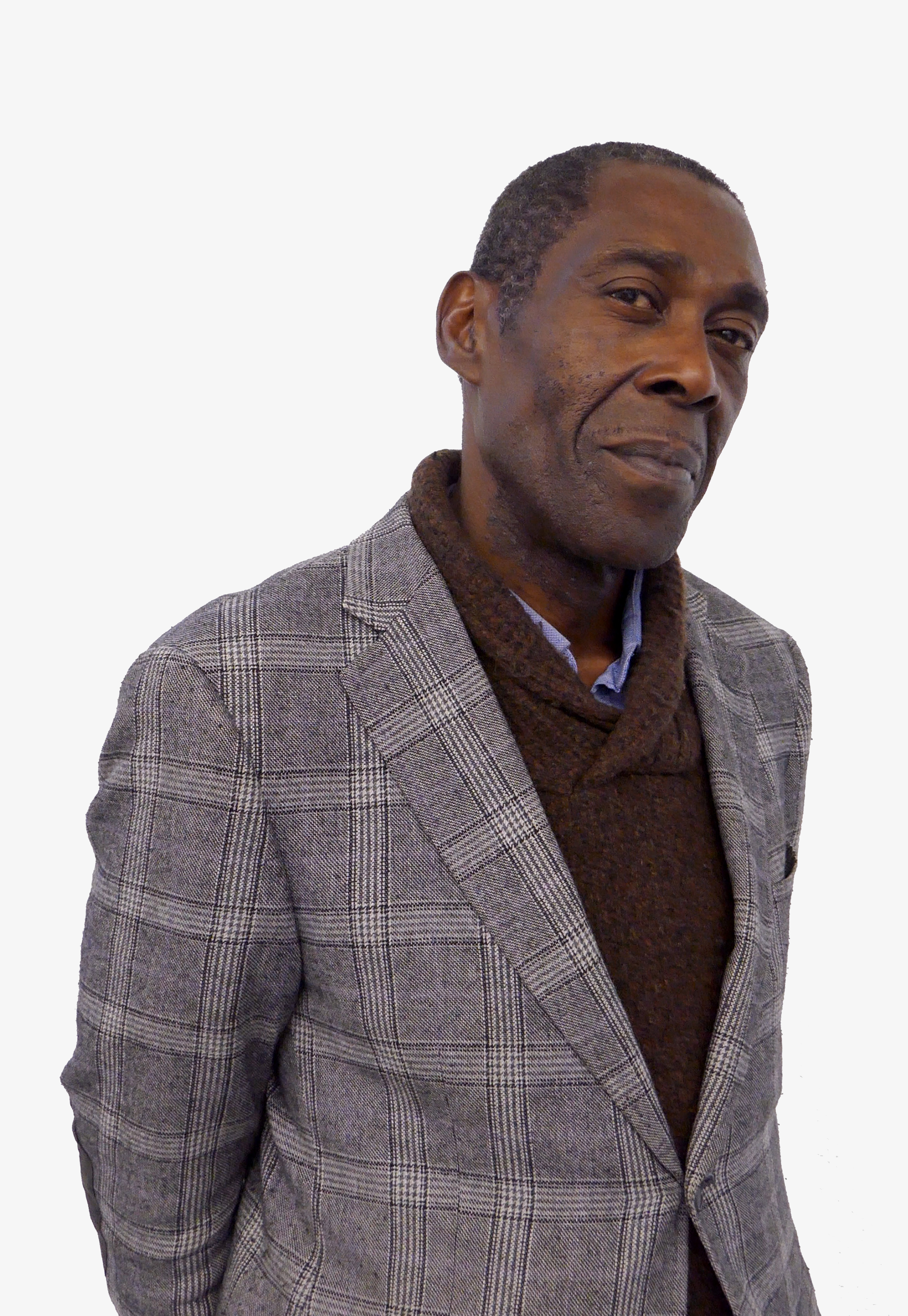
In Koli Jean Bofane, 2016

In Koli Jean Bofane (* 24. Oktober 1954 in Mbandaka im damaligen Belgisch-Kongo) ist ein kongolesisch-belgischer Schriftsteller.

## Leben
In Koli Jean Bofane wurde am 24. Oktober 1954 in Mbandaka im damaligen Belgisch-Kongo (heute: Demokratische Republik Kongo) geboren. Nach der Unabhängigkeit 1960 floh er mit seiner Familie nach Belgien und lebte von da an abwechselnd in Europa und in Afrika. Im Alter von 20 Jahren begann Bofane in Paris Kommunikationswissenschaften zu studieren. 1983 kehrte er in sein mittlerweile in Zaire umbenanntes Geburtsland zurück und ließ sich in Kinshasa nieder. Dort arbeitete er in der Werbebranche und gründete 1991 den Verlag „Les Publications de l’Exocet“, der sich vor allem Comics, politischer Satire und sozialkritischen Essays widmete. Aufgrund der diktatorischen Herrschaft Joseph Mobutus flüchtete er 1993 erneut nach Belgien. Inzwischen lebt Bofane in Brüssel und versteht sich als Europäer.

## Werk
Sein erstes Buch Pourquoi le lion n’est plus le roi des animaux (deutsch: Warum der Löwe nicht mehr König der Tiere ist), eine Diktatoren-Persiflage für Kinder, erschien 1996. Es wurde in mehrere Sprachen übersetzt und mit dem Prix de la Critique de la Communauté Française de Belgique ausgezeichnet. Im Jahr 2000 veröffentlichte er Bibi et les Canards (deutsch Bibi und die Enten) zum Thema Migration. Sein erster Roman für Erwachsene, Mathématiques congolaises (deutsch: Sinusbögen überm Kongo) wurde 2008 veröffentlicht und thematisiert unter anderem Macht und Korruption der Eliten im Kongo. Er erhielt gute Kritiken und wurde mit dem Prix Jean Muno, dem Prix littéraire de la Société civile des auteurs multimedial sowie dem Grand prix littéraire d’Afrique noire ausgezeichnet. 2014 erschien der Roman Congo Inc.: Le testament de Bismarck (deutsch Congo Inc.: Bismarcks Testament), für den Bofane den Grand prix du roman métis de la Ville de Saint-Denis à la Réunion 2014 sowie den Prix des cinq continents de la Francophonie 2015 erhielt. Seine Werke wurde ins Englische, Deutsche, Brasilianische, Koreanische und Slowenische übersetzt.
2024 war er als Sprecher an dem Dokumentarfilm Soundtrack to a Coup d’Etat beteiligt.

## Werke
- Pourquoi le lion n’est plus le roi des animaux. Gallimard jeunesse, Paris 1996.[14]
  - Übers. Gudrun Honke: Warum der Löwe nicht mehr „König der Tiere“ ist. Peter Hammer, Wuppertal 1996[15]
- Bibi et les Canards. Éditions du Carrousel, Paris 2000.[16]
- Mathématiques congolaises. Actes Sud, Arles 2008.[17]
  - Übers. Katja Meintel:[18] Sinusbögen überm Kongo. Horlemann, Berlin 2013[19]
- Congo Inc.: Le testament de Bismarck. Actes Sud, Arles 2014.[20]